# Sarraceniaceae
Sarraceniaceae is een botanische naam, in de rang van familie, van tweezaadlobbige planten. Het gaat dan om een kleine familie van vleesetende planten, voorkomend in Amerika. Deze zijn ook populair in cultuur, zoals Sarracenia.
Een familie onder deze naam wordt universeel erkend door systemen voor plantentaxonomie, en ook door het APG-systeem (1998) en het APG II-systeem (2003). In het Cronquist-systeem (1981) is de plaatsing van de familie in de orde Nepenthales.

## Geslachten
- Darlingtonia
- Heliamphora
- Sarracenia